# شاهدخت کیبینای

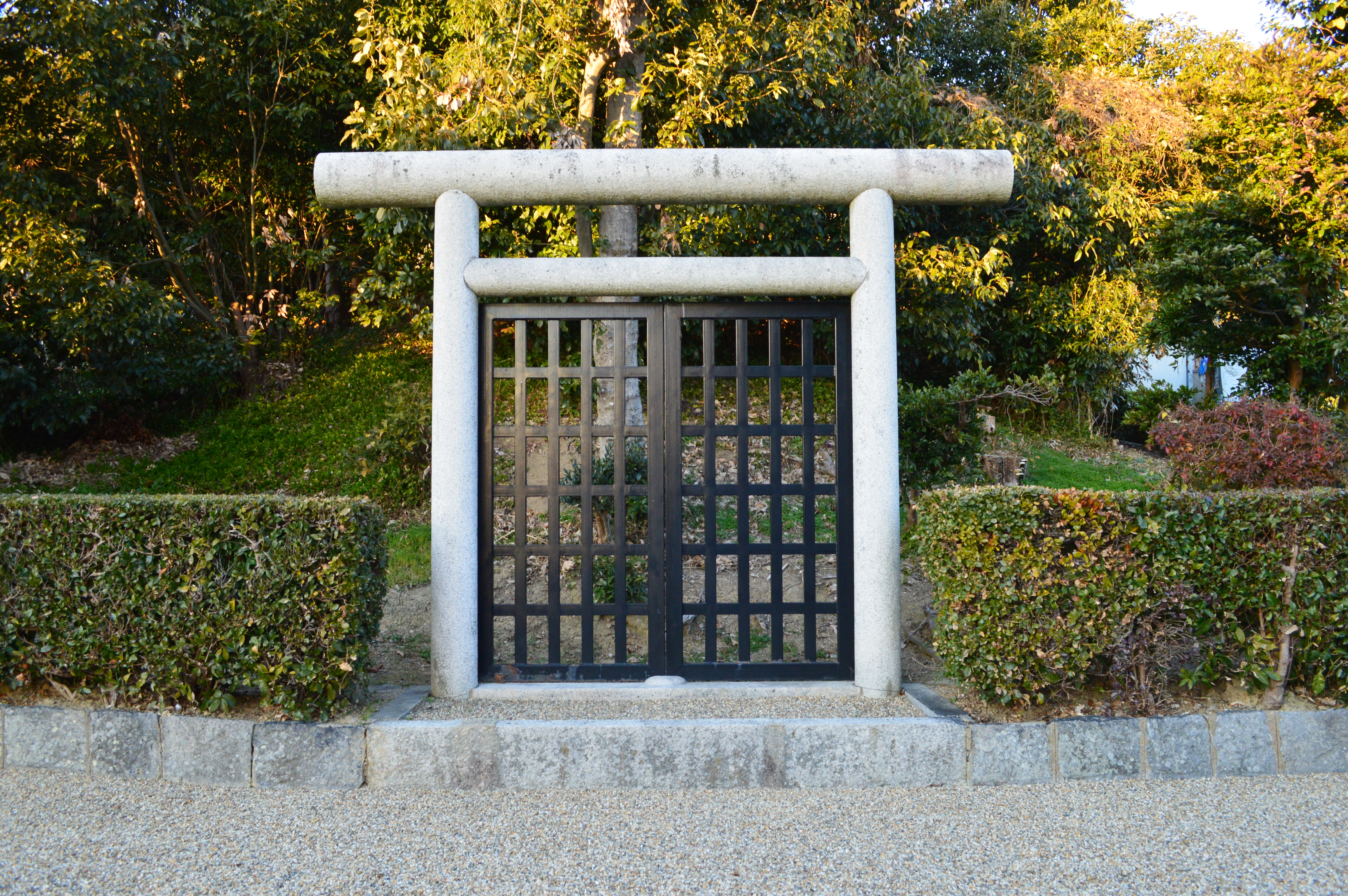
محل قب شاهدخت کیبی نای در ایکوما-یاما استان نارا

شاهدخت کیبینای (به ژاپنی: 吉備内親王)؛ زادهٔ ۱ ژانویهٔ ۰۶۸۶) مرگ ۱۶ مارس ۷۲۹ اهل ژاپن یکی از اعضای خاندان سلطنتی ژاپن در دوره آسوکا بود. او دختر دوم شاهزاده کوساکابه و همسرش چهل و سومین امپراتور ژاپن امپراتریس گنمی بود. خواهر کوچکتر امپراتریس گنشو و همسر شاهزاده ناگایا بود. پس از حادثه شاهزاده ناگایا به دنبال خودکشی همسرش همراه با فرزندانش خودکشی کرد.